# Ломбарди, Федерико
Федерико Ломбарди (итал. Federico Lombardi; род. 29 августа 1942) — глава пресс-центра Святого Престола. Родился в городе Салуццо в Пьемонте.

## Награды
- Кавалер Большого креста ордена «За заслуги перед Итальянской Республикой» (5 февраля 2007 года)[2]